# Camera silens
Bei der Camera silens (lat. „schweigender Raum“, fälschlich auch Camera Silence genannt) handelt es sich um einen vollständig dunklen und schallisolierten Raum. Ein längerer Aufenthalt dort kann zu Halluzinationen und anderen Beeinträchtigungen der Wahrnehmungsfähigkeit führen. Selbst in der heutigen Zeit ist es schwer nachzuweisen, ob jemand auf diese Art gefoltert wurde, da diese Art der Folter keine sichtbaren Spuren hinterlässt und daher zu den weißen Foltermethoden gehört.
Aus experimentalpsychologischen Untersuchungen weiß man mit Gewissheit, dass solche Bedingungen in kürzester Zeit Menschen physisch und psychisch zerrütten können. Physisch tritt eine allmähliche Zerstörung der sogenannten vegetativen Funktionen ein, was sich unter anderem in krankhaften Veränderungen bezüglich des Schlaf-, Nahrungsaufnahme- und Urinierbedürfnisses wie auch in Kopfschmerzen oder Gewichtsverlust auswirkt. Psychisch kommt es zu emotionaler Instabilität, in kurzer Zeit unter anderem auch zu zeitlicher und räumlicher Desorientierung, Konzentrationsschwierigkeiten, Gedankenflucht und schlechtem Erinnerungsvermögen sowie Sprach- und Verständnisdefiziten.
In manchen Filmen (z. B. Das Experiment) wird die Camera silens als Black Box dargestellt, die neben absolutem Schall- und Lichtmangel auch Bewegungsmangel herbeiführt, was die Gefolterten noch eher zum Wahnsinn treibt.